# Vraćevšnica
Vraćevšnica (em cirílico: Враћевшница) é uma vila da Sérvia localizada no município de Gornji Milanovac, pertencente ao distrito de Moravica, na região de Šumadija. A sua população era de 85 habitantes segundo o censo de 2011.

## Demografia
| 1948 | 1953 | 1961 | 1971 | 1981 | 1991 | 2002 | 2011 |
| ---- | ---- | ---- | ---- | ---- | ---- | ---- | ---- |
| 101  | 130  | 132  | 133  | 151  | 117  | 150  | 85   |